# Thập niên 280
Thập niên 280 hay thập kỷ 280 chỉ đến những năm từ 280 đến 289.